# Geråsens naturreservat
Geråsen är ett naturreservat i Hallsbergs kommun i Örebro län.
Området är naturskyddat sedan 1999 och är 53 hektar stort. Reservatet består av ekhagar och ett område runt Geråsens herrgård som är markerat som naturminne. I området finns ca 500 stycken grova ekar varav 45 är skyddade som naturminne. I reservatets djurliv märks läderbaggen (Osmoderma eremita) som huvudsakligen lever i ihåliga ekar som är äldre än 200 år. Dessutom finns det ett 30-tal arter av andra sällsynta smådjur som alla är beroende av gamla ekar. Utöver ekar finns ett stort antal svampar av brödmärgsticka, blekticka och korallticka som ofta växer på ekträd.